# Сумароков-Эльстон, Феликс Феликсович
Князь (с 1885) Фе́ликс Фе́ликсович Юсу́пов, граф Сумаро́ков-Эльстон (5 (17) октября 1856 — 10 июня 1928) — русский военный и государственный деятель, генерал-лейтенант и генерал-адъютант (оба с 1915), главный начальник Московского военного округа (5 мая — 19 июня 1915), главноначальствующий над Москвой (5 мая — 3 сентября 1915).
В связи с отсутствием сыновей у его тестя, последнего из Юсуповых, в 1885 году особым императорским указом граф Сумароков-Эльстон получил дозволение унаследовать его княжеский титул и фамилию. С тех пор именовался князем Юсуповым, графом Сумароковым-Эльстоном. Такой же титул носили и его сыновья — Николай и Феликс.

## Биография
Сын графа Феликса Николаевича Сумарокова-Эльстона и графини Елены Сергеевны, второй дочери генерал-адъютанта графа Сумарокова. Родился в Петербурге, крещён 17 октября в Исаакиевском соборе, крестник деда С. П. Сумарокова и графини Д. Ф. Фикельмон.
Учился в Пажеском Его Величества корпусе (не окончил), в 1876 году выдержал офицерский экзамен при Чугуевском пехотном юнкерском училище. В 1876 году выпущен в 10-й уланский Одесский полк; в 1879 году прикомандирован к Кавалергардскому полку.
В 1882 году женился на последней в роду княжне Зинаиде Николаевне Юсуповой. Высочайше утверждённым, 11 июня 1885 года, мнением Государственного совета гвардии поручику графу Феликсу Феликсовичу Сумарокову-Эльстон дозволено принять титул и фамилию тестя его, гофмейстера князя Николая Борисовича Юсупова и именоваться князем Юсуповым графом Сумароковым-Эльстоном с тем, чтобы княжеский титул и фамилия Юсуповых переходили только к старшему в роду из его потомков.
В 1883—1885 годах причислен к Министерству внутренних дел. С 1886 года — адъютант великого князя Сергея Александровича. С 1904 года — командир Кавалергардского полка. В 1905 году получил чин генерал-майора и зачислен в Свиту Его Величества. В 1908—1911 годах — командир 2-й бригады 2-й гвардейской кавалерийской дивизии.
Владелец крупного поместья в Таврической губернии, в селе Коккозы, где построил себе в 1908—1912 годах по проекту известного ялтинского архитектора Николая Краснова дворец в крымскотатарском стиле. Выступил также как благотворитель, выделив местной крымскотатарской общине средства на постройку мечети. Памятник архитектуры, она сейчас носит название Юсуповская мечеть.
С 1912 года — председатель совета Императорского Строгановского Центрального художественно-промышленного училища. С 5 мая 1915 года — главный начальник Московского военного округа и главноначальствующий над Москвой. 19 июня 1915 года, после антигерманских погромов в Москве, которые он не смог оперативно пресечь, был освобожден от должности главного начальника Московского военного округа, а 3 сентября 1915 года — и от должности главноначальствующего над Москвой.
После организованного сыном убийства Г. Распутина попал в немилость. Вынужден был удалиться в курское имение Ракитное.
31 июля 1917 года числящийся по гвардейской кавалерии, генерал-лейтенант князь Юсупов граф Сумароков-Эльстон, назначен в резерв чинов при штабе Петроградского округа.
После Октябрьской революции уехал в Крым, а 13 апреля 1919 года вместе с императрицей Марией Федоровной в ходе Крымской эвакуации 1919 года на британском дредноуте «Мальборо» покинул Россию. Жил в Италии. Умер и похоронен в Риме на Некатолическом кладбище в Тестаччо.
- 1876 год — 21 июля, вступил в службу нижним чином.
- 1876 год — 9 августа, выдержал офицерский экзамен при Чугуевском пехотном юнкерском училище и произведён в корнеты.
- 1876 год — 10 августа, выпущен корнетом в 10-й уланский Одесский полк.
- 1876 год — 24 ноября, командирован ординарцем к командиру 10-го армейского корпуса светлейшему князю Воронцову.
- 1878—1879 — участвовал в военной кампании 1877—1878 годов.
- 1878 год — за отличие по службе произведён в поручики армии со старшинством с 13 октября.
- 1879 год — 15 января, прикомандирован к Кавалергардскому полку.
- 1879 год — 22 июля, переведён корнетом гвардии в Кавалергардский полк .
- 1882 год — произведён за отличие по службе в поручики гвардии со старшинством с 28 апреля и с зачислением по гвардейской кавалерии.
- 1882 год — май, командирован в распоряжение генерал-адъютанта, графа Лорис-Меликова.
- 1883 год — с 6 февраля по 5 июля 1885 года, причислен к Министерству внутренних дел.
- 1884 год — откомандирован для занятий в Главное тюремное управление.
- 1885 год — 5 июля, переведён в Кавалергардский полк.
- 1885 год — 11 июня, Высочайше утверждённым мнением Государственного совета гвардии поручику графу Феликсу Феликсовичу Сумарокову-Эльстон дозволено принять титул и фамилию тестя его, гофмейстера князя Николая Борисовича Юсупова и именоваться князем Юсуповым графом Сумароковым-Эльстон с тем, чтобы княжеский титул и фамилия Юсуповых переходили только к старшему в роде из его потомков.
- 1886 год — с 7 ноября по 6 апреля 1904 года, адъютант Его Императорского Высочества великого князя Сергия Александровича.
- 1888 год — за отличие произведён в штабс-ротмистры со старшинством с 24 апреля.
- 1890 год — зачислен почётным казаком в станицу Варениковскую Кубанского казачьего войска.
- 1892 год — за отличие произведён в ротмистры со старшинством с 22 июля.
- 1894 год — 11 ноября, прикомандирован к Кавалергардскому полку на один год.
- 1894 год —  с 29 ноября по 29 февраля 1896 года, командовал 2-м эскадроном Кавалергардского полка.
- 1898 год — 5 июля, получил чин полковника.
- 1904 год — 6 апреля, назначен командующим Кавалергардским Её Императорского Величества Государыни Императрицы Марии Феодоровны полком.
- 1904 год — с 14 апреля по 22 июля 1905 года, командующий Кавалергардским полком.
- 1905 год — 22 июля, за отличие произведён в генерал-майоры со старшинством с 26 ноября 1906 года и назначен командиром Кавалергардского Её Императорского Величества Государыни Императрицы Марии Феодоровны полка.
- 1905 год — с 22 июля по 28 октября 1908 года, командир Кавалергардского полка.
- 1905 год — 9 декабря, зачислен в Свиту Его Императорского Величества, с оставлением командиром Кавалергардского полка.
- 1908 год — с 28 октября по 13 декабря 1911 год, командир 2-й бригады 2-й гвардейской кавалерийской дивизии.
- 1912 год — 7 августа, назначен председателем совета Императорского Строгановского Центрального Художественно-Промышленного училища.
- 1915 год — с 5 мая по 19 июня, главный начальник Московского военного округа.
- 1915 год — с 5 мая по 3 сентября, главноначальствующий над г. Москвой.
- 1915 год — 6 мая, получил чин генерал-лейтенанта с назначением генерал-адъютантом к Его Императорскому Величеству.

## Награды
Российские:
- Орден Святой Анны 3-й степени (1883);
- Орден Святого Станислава 2-й степени (1888);
- Орден Святого Владимира 4-й степени (1892);
- Орден Святой Анны 2-й степени (1895);
- Высочайшее благоволение (1896);
- Орден Святого Владимира 3-й степени (1901);
- чин генерал-майора с зачислением в Свиту Его Императорского Величества (22.07.1905);
- Орден Святого Станислава 1-й степени (1908);
- Орден Святой Анны 1-й степени (1912);
- Орден Святого Владимира 2-й степени (ВП 06.12.1914);
- Высочайшая благодарность и чин генерал-лейтенанта с назначением генерал-адъютантом к Его Императорскому Величеству (06.05.1915).

Иностранные:
- Гессенский орден Людовика, рыцарский крест 1-го класса (1889);
- Французский орден Почётного Легиона, кавалерский крест (1892);
- Черногорский орден Князя Даниила I 3-й степени (1894);
- Персидский орден Льва и Солнца 3-й степени (1895);
- Шведский орден Вазы, командорский крест 2-го класса (1896);
- Французский орден Почётного Легиона, офицерский крест (1897);
- Румынский орден Короны, командорский крест (1897);
- Румынский орден Звезды, офицерский крест 2-го класса (1899);
- Датский орден Данеброг, большой крест (1910);
- Бельгийский орден Короны, большой крест (1915).

## Семья
Весной 1882 года граф Сумароков-Эльстон обвенчался с богатейшей наследницей России — последней представительницей княжеского рода Юсуповых, фрейлиной Зинаидой Николаевной (1861—1939). Из их детей зрелого возраста достигли лишь двое:
- Николай (16 (28) февраля 1883 — 22 июня (5 июля) 1908) — любитель и участник театральных представлений, убит на Крестовском острове на дуэли мужем своей любовницы.
- Феликс (11 (23) марта 1887 — 22 сентября 1967) — последний из князей Юсуповых, известен как участник убийства Г. Распутина, мемуарист, автор двух книг воспоминаний — «Конец Распутина» (1927) и «Мемуары» (1953).